# John E.N. Wiebe
John Edward Neil "Jack" Wiebe SOM (ur. 31 maja 1936 w Herbert, Saskatchewan, zm. 16 kwietnia 2007) – kanadyjski polityk, gubernator porucznik prowincji Saskatchewan, senator.
Był farmerem, hodowcą trzody chlewnej. Należał do Partii Liberalnej. W 1971 uzyskał w wyborach uzupełniających mandat deputowanego w Zgromadzeniu Legislacyjnym prowincji, ponownie został wybrany w 1975. W latach 1994–2000 pełnił funkcję gubernatora porucznika Saskatchewan. Po zakończeniu kadencji gubernatorskiej mianowany został przez premiera Jeana Chretiena senatorem. Wiebe zasiadał w Senacie w latach 2000-2004 i zajmował się problematyką rolnictwa, leśnictwa oraz sektora bankowego. Był to jeden z rzadkich przypadków szybkiego powrotu do aktywnej polityki partyjnej osoby pełniącej funkcję reprezentanta monarchy brytyjskiego.
W 2004 Wiebe złożył mandat senatorski. Zmarł w kwietniu 2007 w wieku 70 lat po chorobie nowotworowej. Jego kolega partyjny, wieloletni deputowany i minister w rządzie federalnym Ralph Goodale, określił go jako człowieka, z równą swobodą czującego się w towarzystwie brytyjskiej królowej, jak i rolników zajętych pracami gospodarskimi.  
Jako gubernator porucznik prowincji był kawalerem Orderu Zasługi Saskatchewan.